# Donald Ewen Cameron

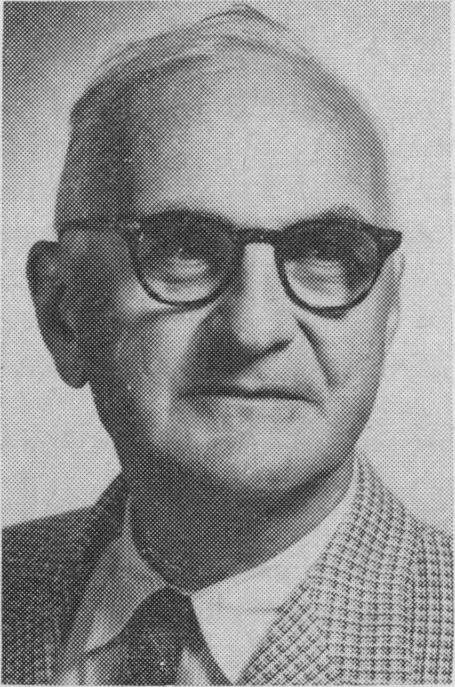
Donald Ewen Cameron

Donald Ewen Cameron (* 24. Dezember 1901 in Bridge of Allan, Perthshire, Vereinigtes Königreich; † 8. September 1967 in Lake Placid, New York, Vereinigte Staaten) war ein schottisch-amerikanischer Psychiater, der überwiegend in Kanada tätig war und wegen seiner Teilnahme an Projekten zur Bewusstseinskontrolle (MKULTRA) für die CIA umstritten ist.

## Leben
Cameron graduierte 1924 an der Universität Glasgow. 1942 ging er in die USA, lebte und arbeitete in Albany (New York).
In der ersten Hälfte der 1940er arbeitete er für das Office of Strategic Services. Er entwickelte Depatterning Treatment (Aufhebung sozialer Verhaltensmuster durch Elektroschocks) und Psychic driving (Aussetzung einer sich ständig wiederholenden Audio-Nachricht auf einem geloopten Tonband, um das Verhalten zu beeinflussen), für das sich die CIA interessierte.
1943 gründete Cameron an der McGill University in Montreal (Kanada) das Allan Memorial Institute, das er zu einem weltweit anerkannten psychiatrischen Forschungszentrum entwickelte. 1945 begutachtete er den Nationalsozialisten Rudolf Heß während der Nürnberger Prozesse psychiatrisch.
In seinem 1948 veröffentlichten Buch Life is For Living über seine Erfahrungen in Europa während des Zweiten Weltkrieges äußerte Cameron Zweifel daran, ob die „deutsche Rasse“ jemals wieder „Kinder haben und in verantwortliche Positionen aufsteigen sollte“.
Mitte der 1950er wurde Dr. Cameron Professor für Psychiatrie der McGill University, leitender Psychiater des Royal Victoria Hospitals und Direktor des Allain Memorial Institutes. 1952/53 war er Präsident der American Psychiatric Association. Ferner wurde er zum Präsidenten des Psychiatrieverbandes von Quebec und Kanada, der World Psychiatric Association (1961–1966), der Gesellschaft für Biologische Psychiatrie und des Amerikanischen Psychopathologischen Verbandes gewählt.
Von 1957 bis 1964 beteiligte er sich am CIA-Projekt MKULTRA zur Bewusstseinskontrolle. Seine Behandlungsexperimente wurden an Zivilpersonen, ohne deren Wissen und Einverständnis, in seiner Klinik durchgeführt.
1956/57 begab sich Velma Orlikow, die Frau des kanadischen Parlamentsmitglieds David Orlikow, wegen Depressionen zu ihm in Behandlung. An ihr wie auch an hunderten weiteren Patienten mit geringfügigen Problemen machte er seine Driving-Experimente mit LSD, Schlaftherapie und Elektroschocks. Als Velma Orlikow das Allain Memorial wieder verließ, hatte sie den Verstand eines Kleinkinds und keine Erinnerung mehr an ihren Ehemann und ihre Kinder. Erst zehn Jahre nach Camerons Tod, als die Orlikows von einer Kongressanhörung zu den CIA-Gehirnwäsche-Experimenten lasen, gelang es ihnen, diese „Behandlungen“ aufzudecken.
Eine weitere Patientin war Linda McDonald. Im Jahre 1962, nach der fünften Schwangerschaft, bekam sie postnatale Depressionen. Innerhalb von drei Wochen in seiner Klinik diagnostizierte Cameron, dass sie unter akuter Schizophrenie litt. Er behandelte sie innerhalb von vier Monaten mit 102 Elektroschocks, 6 Joule Elektrizität pro Behandlung, und setzte sie für 86 Tage in ein künstliches Koma. Dies löschte ihr Gedächtnis vollkommen aus, sie musste wieder lernen auf die Toilette zu gehen. Sie hatte keine Erinnerungen mehr an ihr früheres Leben, bei der Rückkehr erkannte sie ihre eigene Familie nicht mehr.